# Estación de Chatou - Croissy
La estación de Chatou - Croissy es una estación ferroviaria francesa ubicada en el municipio de Chatou (departamento de Yvelines).
Se construyó en 1837 y por ella pasa un tren cada diez minutos en las horas punta y valle, y cada quince por las noches. 

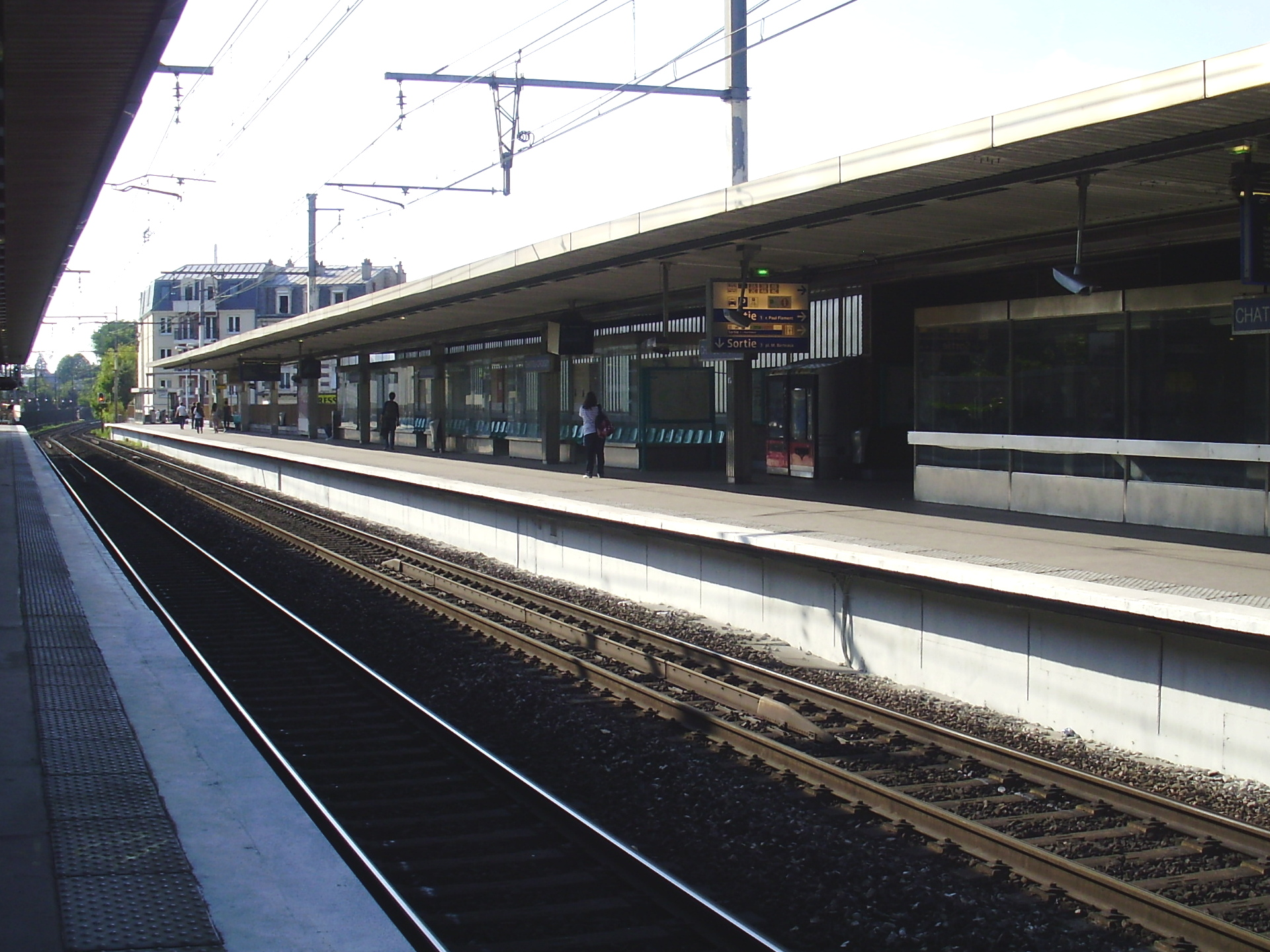
Vista del andén.

Por ella pasan los trenes de la línea A del RER que recorren el ramal A1.